# Bülowstraße
Bülowstraße è una strada di Berlino, nel quartiere di Schöneberg. È parte dell'asse rappresentativo detto Generalszug; congiunge le piazze Nollendorfplatz e Dennewitzplatz.
La strada è dedicata al generale prussiano Friedrich Wilhelm von Bülow. La denominazione fu data nel 1864.
Originariamente le due carreggiate erano divise da uno spazio verde utilizzato come passeggiata pedonale; il parterre fu eliminato nel 1902, con la costruzione del viadotto della Hochbahn (la ferrovia sopraelevata), percorso oggi dalla linea U2 della metropolitana di Berlino. La stazione Bülowstraße, posta all'angolo con Potsdamer Straße, fu progettata in stile floreale dall'arch. Bruno Möhring.
La via è anche citata nel libro autobiografico Noi, i ragazzi dello zoo di Berlino, nel quale l'autrice Christiane Vera Felscherinow racconta di essersi iniettata la prima dose di eroina nei bagni pubblici di questa strada.